# Ascensión Esquivel Ibarra

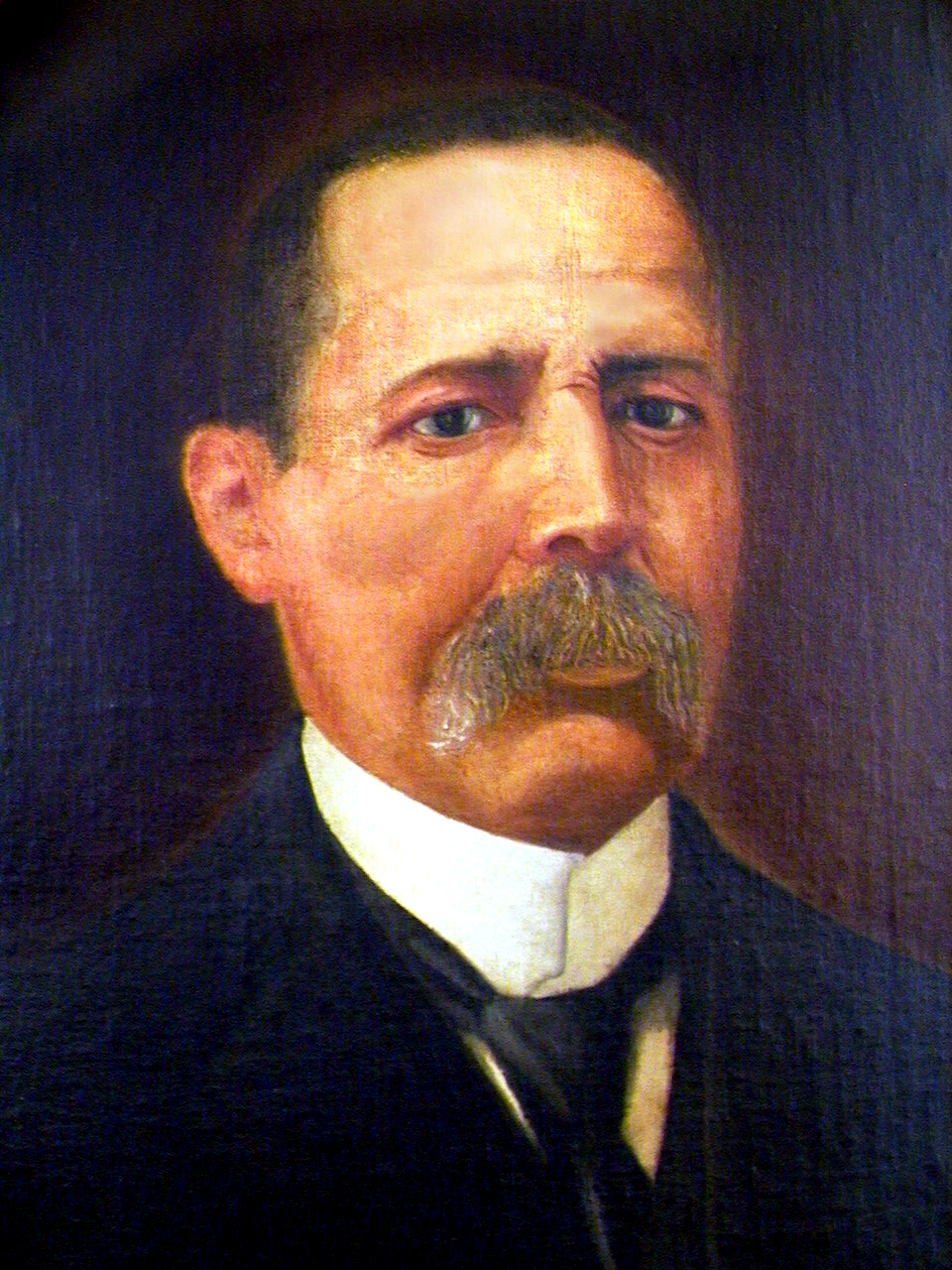
Ascensión Esquivel Ibarra

Ascensión Esquivel Ibarra (* 10. Mai 1844 in Las Piedras, Departamento de Rivas, Nicaragua; † 15. April 1923 in San José) war vom 8. Mai 1902 bis zum 1. Mai 1906 Präsident von Costa Rica.

## Leben

### Herkunft und frühe Laufbahn
Seine Eltern waren Antonia Ibarra und José María Esquivel. Er studierte Rechtswissenschaft an der Universidad de Santo Tomás und wurde einer der hervorragendsten Rechtsanwälte von Costa Rica. Während vieler Jahre war er Professor an der Escuela de Derecho. Er war Sekretär der Sociedad Científica Literaria de Costa Rica. Während der Diktatur von Tomás Guardia Gutiérrez wurde er ausgebürgert.
1854 lebte Esquivel Ibarra in Liberia, der Hauptstadt von Guanacaste in Costa Rica. Nach der Verfassung von 1869 war er damit Costa-Ricaner. Später wurde er zum Konsul von Nicaragua in Costa Rica.
Ascensión Esquivel Ibarra war Strafrichter, Stadtrat in San José, 1885 Botschafter von Costa Rica in Nicaragua. Von 1885 bis 1886 und 1887 bis 1888 war er Außenminister, von 1886 bis 1890 Stellvertreter des Präsidenten und von 1886 bis 1887 Botschafter von Costa Rica in Guatemala.
Das erste Mal heiratete er Herminia Boza y Boza († 1894), mit ihr hatte er eine Tochter Hortensia Esquivel Boza, die als Kind verstarb. Danach heiratete er Adela Salazar Guardia (1869–1907), mit ihr hatte er die Tochter Flora Esquivel Salazar, sie heiratete Manuel León-Páez. Das dritte Mal heiratete er am 4. Dezember 1909 Cristina Salazar Guardia, die Schwester seiner zweiten Ehefrau.

### Präsidentschaft 1. Mai bis 10. August 1889
Vom 1. Mai bis 10. August 1889 vertrat er Bernardo Soto Alfaro als Präsident. Für die Wahl im November, Dezember 1889 wurde die Partido Liberal Progresista gebildet, welche Ascensión Esquivel Ibarra als Präsidentschaftskandidaten nominierte. Präsident wurde jedoch José Rodríguez.
Von 1894 bis 1898 war er 3. Stellvertreter des Präsidenten. 1896 war er Bevollmächtigter von Bernardo Soto Alfaro bei Miguel Antonio Caro.

### Präsidentschaft 8. Mai 1902 – 1. Mai 1906
Bei den Wahlen vom April 1902 wurde er als Kandidat der Partido Civil Präsident. Seine Amtsführung war von Austeritätsstreben geprägt. Am 3. November 1903 erhielt Costa Rica einen neuen südlichen Nachbarstaat, Panama war von Kolumbien abgespalten worden.
1906 wurde eine neue Strafprozessordnung dekretiert. Vor den Präsidentschaftswahlen 1906 dekretierte er den Ausnahmezustand.
Nach dem ersten Wahlgang wies er Bernardo Soto Alfaro; Octavia Garcia, den Herausgeber der Republica in San José; den Rechtsanwalt Aber Pacheco, Máximo Fernández Alvarado, nach anderen Quellen auch Tobías Zúñiga Castro aus Costa Rica aus.
Nach offizieller Auszählung erhielt Cleto González Víquez im ersten Wahlgang 23.422 Stimmen und die drei anderen Kandidaten zusammen 33.032 Stimmen. Bernardo Soto Alfaro und Máximo Fernández Alvarado traten nach dem ersten Wahlgang von der Kandidatur zurück und gaben eine Wahlempfehlung für Tobías Zúñiga Castro, was von Ascensión Esquivel Ibarra als Verschwörung ausgelegt wurde. So konnte er Cleto González Víquez als seinen Nachfolger im Präsidentenamt durchsetzen.
1907 war er Vertreter der Regierung Cleto González Víquez auf der dritten Pan American-Konferenz in Rio de Janeiro, wo er die Eröffnungsrede hielt. 1917 war er Mitglied einer Kommission aus ehemaligen Präsidenten, welche eine Verfassung entwarfen.
Von 1917 bis 1920 war er Präsident des Obersten Gerichtshofs.